# Scutigerella linsleyi
Scutigerella linsleyi är en mångfotingart som beskrevs av Michelbacher 1942. Scutigerella linsleyi ingår i släktet norddvärgfotingar, och familjen snabbdvärgfotingar. Inga underarter finns listade i Catalogue of Life.